# 박정인 (2000년)
박정인(朴正仁, 2000년 10월 7일 ~ )는 대한민국의 축구 선수로, 포지션은 공격형 미드필더, 왼쪽 윙어, 센터포워드다. 현재 광주 FC 소속이다.

## 클럽 경력
2019 시즌을 앞두고, 울산 현대 U-18 유스 출신으로 울산 현대에 입단했다. 2020년 12월 3일에 열린 상하이와의 AFC 챔피언스리그 6차전서 프로 데뷔골을 신고하였으며 이 경기에서 팀은 4-1 대승을 거두었다.
2021 시즌을 앞두고 부산 아이파크로 이적했다.
2023년 7월 14일 서울 이랜드로 이적하며 김정환과 트레이드 되었다.

## 수상

### 팀

#### 울산 현대
- AFC 챔피언스리그 우승: 2020